# Flykten till Egypten (Poussin)

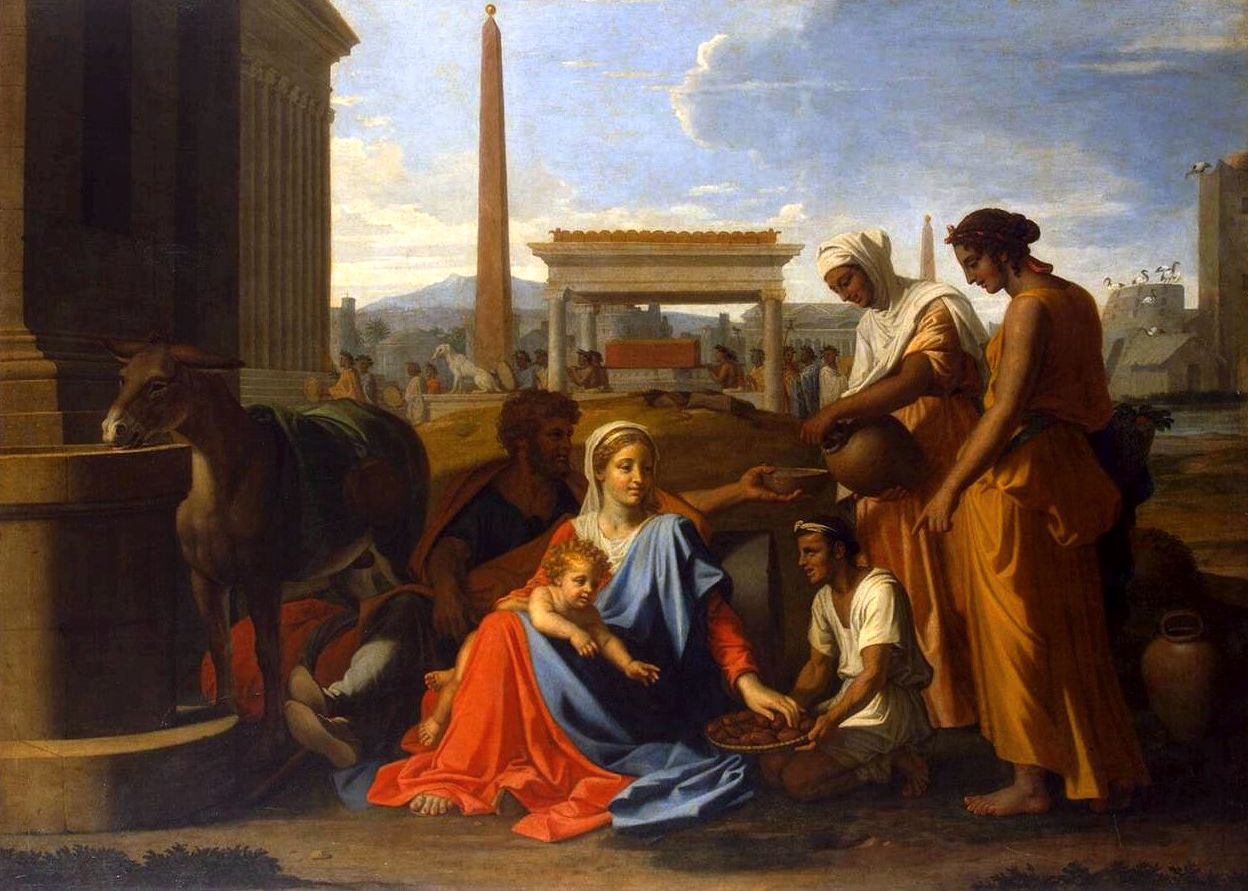
Nicolas Poussins Den heliga familjen i Egypten, 1655–57

Flykten till Egypten (franska: La fuite en Egypte) är en oljemålning av Nicolas Poussin från 1657 eller 1658.
Flykten till Egypten inspirerades troligen av den italienske barockmålaren Annibale Carraccis målning på det bibliska temat flykten till Egypten.

## Proveniens
Konstsamlaren Jacques Sérisier i Lyon var den förste ägaren av Flykten till Egypten och var troligen också den som beställt den.
Målningen bjöds ut på en auktion i Versailles 1986 med 80.000 franska francs som utgångspris, och köptes av Richard and Robert Pardo för 1.600.000 francs och ställdes ut i deras galleri. Senare erkändes den som ett äkta konstverk av Nicolas Poussin, varefter följde en långdragen rättsprocess. Denna ledde till att domstolen dömde att målningen skulle lämnas tillbaka till säljaren, vilken därefter bjöd ut den för mer än 15 miljoner euro. Musée des Beaux-Arts de Lyon påbörjade då en insamling för att köpa den.
I juli 2007 hade Louvren och Musée des Beaux-Arts de Lyon slutligen medel för att köpa målningen, med 17 miljoner euro ett av de dyrbaraste konstverksköpen dittills för insamlade medel, varav (1 miljon från staden Lyon, 250.000 från regionen Rhône-Alpes, 1 miljon från Louvren från museets egna medel, samt från 18 privata donatorer som Gaz de France med 3 miljoner euro, Total SA, AXA, företag och banker i Lyon och en privatperson. Konstverket köptes formellt av Louvren och överfördes i februari 2008 till Musée des Beaux-Arts de Lyon.